# Bebeto
José Roberto Gama de Oliveira, mais conhecido como Bebeto (Salvador, 16 de fevereiro de 1964), é um ex-futebolista brasileiro que atuava como atacante. Trabalhou também como treinador, e atualmente é político. Foi membro do Conselho de Administração do Comitê Organizador Local da Copa do Mundo da FIFA Brasil 2014.
Pela Seleção Brasileira de Futebol, Bebeto oconquistou como jogador a Copa do Mundo de 1994 e foi vice-campeão na de 1998. É também medalhista múltiplo Olímpico, tendo conquistado medalha de prata na Seul 1988 e medalha de bronze na Atlanta 1996, além de um título de Copa das Confederações, na França 1997 e um título de Copa América na Brasil 1989 Uma de suas marcas registradas era o gol de voleio onde rebatia a bola num salto de lado, geralmente caindo no chão, e mandando direto pro gol. Quando defendia o Flamengo, também tinha o costume de marcar vários gols de cabeça.
Conseguiu ser ídolo nos rivais Flamengo e Vasco da Gama. Passou brevemente também por outro rival, o Botafogo, conseguindo também deixar sua marca. Mas foi no Deportivo La Coruña que ele foi ídolo máximo de uma torcida, integrando o SúperDepor da década de 1990.

## Carreira

### Começo no futebol: Bahia, Vitória e ida para o Flamengo
Nascido e criado no bairro da Ribeira, na região da Cidade Baixa em Salvador, Bebeto começou a jogar em torneios de várzea no bairro do Barbalho. Descoberto por olheiros, foi convidado a fazer testes em equipes profissionais e foi aprovado no Bahia, onde permaneceu apenas um mês antes de se transferir para o maior rival, o Vitória, clube para o qual torcia na infância. Estreou no profissional em 1982, destacando-se e de lá transferiu-se para o Flamengo no ano seguinte. Zico havia acabado de ir embora para a Itália, logo seguido por Júnior, e o jovem e franzino baiano chegou como candidato a príncipe para a órfã torcida rubro-negra.
O início não foi fácil: apesar de já se destacar no elenco de estrelas do Flamengo que seria tricampeão brasileiro em 1983, Bebeto disputou um só jogo, justamente os minutos finais de decisão contra o Santos (Flamengo 3—0). No Campeonato Carioca de 1983, ainda na reserva, ele chegou a disputar alguns jogos mas sem qualquer destaque e o Flamengo acabaria amargando o vice-campeonato para o Fluminense. O Flamengo passou o ano de 1984, mesmo com um elenco recheado de craques, sem títulos: terminou em 3º lugar na Copa Libertadores (mesmo possuindo a melhor campanha na fase de classificação), perdeu a final do Carioca para o Fluminense e, no Brasileirão, a equipe foi eliminada nas quartas de final para o Corinthians em derrota por 4–1 em São Paulo após ter vencido por 2–0 no Maracanã. Para piorar, o título foi decidido entre os rivais Fluminense (eventual campeão) e Vasco. A maior tristeza, porém, esteve longe dos gramados: Bebeto perdeu o irmão em um acidente de avião que matou também um colega de Flamengo, o zagueiro Figueiredo.
O ano de 1985 também foi escasso em títulos. O Carioca ficou outra vez com o Fluminense e, no Brasileiro, o Flamengo caiu na segunda fase de um grupo cuja única vaga ficou surpreendentemente com o Brasil de Pelotas. A maior alegria rubro-negra naquele ano foi a volta de Zico, que, todavia, logo sofreria violenta contusão em jogo contra o Bangu. Bebeto só foi conquistar seu primeiro título em 1986, um Carioca sobre o Vasco. No Brasileirão, o time acabou eliminado nas oitavas-de-final pelo Atlético Mineiro. Vale destacar que o clube disputou este campeonato com muitos desfalques, entre eles Zico, Sócrates, Adalberto, Adílio e o próprio Bebeto, que havia se contundido em partida contra o  Atlético Goianiense, em Goiânia.
Em 1987, finalmente ganharia de vez o coração da torcida. O Flamengo perdeu o Carioca para o Vasco, mas na Copa União (um dos módulos do Campeonato Brasileiro daquele ano, mas considerado pelos participantes como o próprio campeonato), o jovem marcou um gol por jogo, inclusive o solitário tento do título na final, contra o Internacional. O título do torneio, todavia, não foi considerado oficial pela CBF e até hoje é motivo de polêmica e brigas judiciais entre Flamengo e o Sport Club. Ainda assim, Bebeto integrou uma das últimas grandes equipes do Flamengo, que reunia os veteranos Zico, Andrade, Leandro e Edinho e os jovens Leonardo, Jorginho, Zinho, Renato Gaúcho, Aílton e Zé Carlos. Além de Bebeto, outros três atletas daquele time — Leonardo, Jorginho e Zinho — integrariam o elenco da Seleção Brasileira campeã da Copa do Mundo de 1994.
Após o título nacional, o Flamengo enfrentou certa escassez de troféus. Com Bebeto, o clube foi trivice estadual, perdendo os Cariocas de 1988 para o Vasco e de 1989 para o Botafogo (já havia perdido o Carioca de 1987 para o Vasco), e, no Brasileirão de 1988, o Flamengo foi eliminado nas quartas de final pelo Grêmio. Ainda assim, foi geral a surpresa em 1989, quando divulgou-se que Bebeto trocaria o clube pelo arquirrival Vasco da Gama para a disputa do Brasileirão de 1989.

### Vasco da Gama
Apesar da controversa transferência, Bebeto saiu-se bem no novo clube: mesmo criticado, o elenco cruzmaltino conseguiu quebrar 15 anos de jejum e faturou o segundo título brasileiro da história do clube. Bebeto participou ativamente da conquista daquele time repleto de garotos que receberia o nome de SeleVasco: Luiz Carlos Winck, Marco Antônio Boiadeiro, William, Bismarck, Sorato — autor do gol do título na final contra o São Paulo — e Mazinho, além de Acácio e Quiñónez.
No ano de 1990, o clube voltou a contar com o ídolo Roberto Dinamite, que no Brasileirão anterior estivera emprestado à Portuguesa. Porém, o ano foi sem títulos: detentor do título, o Vasco não conseguiu se classificar às fases finais do Campeonato Brasileiro de 1990, e perdeu o Estadual daquele ano para o Botafogo. Na Taça Libertadores da América de 1990, a única disputada por Bebeto (Flamengo e Internacional ficaram de fora da de 1988 em razão do não-reconhecimento oficial do título da Copa União), os cruzmaltinos caíram nas quartas de final. A seca continuou no ano seguinte: o clube não faturou nenhum turno do Carioca e também não alcançou as fases finais do Brasileirão.
Em 1992, a situação voltou a melhorar: o Vasco vinha bem no Brasileiro, liderando a fase inicial, com Bebeto, em grande fase, fazendo dupla com o jovem Edmundo. Porém, na segunda fase de grupos, o clube perdeu a vaga na final para o arquirrival Flamengo, que se sagraria campeão. Restou a Bebeto a artilharia do campeonato e as primeiras e únicas Bolas de Prata da Placar, como um dos melhores atacantes e também como o artilheiro daquela edição do Brasileirão. Seu desempenho chamou a atenção de uma pequena equipe espanhola, o Deportivo La Coruña.
Bebeto deixou o Vasco como ídolo, despertando suposições contraditórias sobre qual dos dois rivais do Rio de Janeiro onde mais se destacou seria seu clube de coração. Em entrevista concedida a Léo Batista, no programa Esporte Espetacular, da Rede Globo (dia 28/10/2007), Bebeto confirmou ser torcedor do Flamengo. Porém, em outras ocasiões, também já disse ser vascaíno na sua infância e ainda jogando pelo Vasco, em homenagem ao avô chamado Vasco da Gama, mas dizendo que seu amor pelo Flamengo ninguém tiraria. Em 2009, reafirmou-se como flamenguista também à FourFourTwo, onde explicou também as razões da polêmica transferência de 1989:
| “ | Eu nunca quis sair do Flamengo. O Flamengo faz parte da minha vida, da minha história. Sou flamenguista. Na verdade, sou Vitória e Flamengo (...). Na Gávea eu joguei oito anos, foi lá que conheci a Denise, minha mulher. Quando saí do Flamengo, foi uma tristeza muito grande no meu coração. O passe foi para a federação, o Vasco comprou... (Gilberto Cardoso Filho, presidente do Flamengo na época) não deu valor pra mim, a verdade foi essa. O Flamengo é uma instituição muito forte. As pessoas passam, mas o clube ficará sempre ali. O presidente da época não levou em consideração isso. Eu falei que tinha uma proposta, mas que queria ficar no Flamengo, mesmo ganhando muito menos do que eu ia ganhar no Vasco, e ele não acreditou. Ele pagou para ver. Aí o passe foi para a federação e o presidente do Vasco o enganou, estava em Portugal com ele, e disse que não estava nada certo, mas já tinha tudo acertado comigo. Eu ainda tentei desistir, mas entrou meu procurador no meio, que estava ganhando uma porcentagem com o meu passe e por isso não queria que eu desistisse. Terminei indo para o Vasco. Mas aí eu agradeço muito a Deus, porque lá fui tratado com muito carinho, especialmente pela torcida. Fui campeão brasileiro, então não posso esquecer também. | ” |

### Deportivo La Coruña
Chegou com outro brasileiro ao clube galego, Mauro Silva. Bebeto logo demonstra seu faro de gol: termina a sua primeira temporada em La Liga, a de 1992/1993, artilheiro com 29 gols. O Depor termina em terceiro, atrás apenas da dupla Barcelona (campeão) e Real Madrid, e quatro pontos atrás do vencedor. Os prognósticos para a temporada seguinte foram mais promissores, com o clube disputando a Copa da UEFA pela primeira vez.
No torneio europeu, o Deportivo caiu nas oitavas-de-final, contra o Eintracht Frankfurt, e concentrou as forças na Liga Espanhola, onde vinha liderando com folga e rumando para um inédito título. A conquista seria perdida de forma dramática: o clube começou a perder pontos, enquanto o Barcelona reagia, somando 28 pontos nos últimos 30 que estiveram em disputa. Os clubes terminariam a última rodada empatados em pontos, mas o título foi para a Catalunha pelo melhor saldo de gols.
O La Coruña teve uma grande chance no minuto final de sua partida, disputada em casa contra o Valencia, ao ter um pênalti a favor no último minuto. Apesar de Bebeto ser o cobrador oficial, a penalidade foi chutada pelo colega iugoslavo Miroslav Đukić, que perdeu. O brasileiro detalharia a pesarosa situação à FourFourTwo, em 2009:
| “ | Pintou a oportunidade no final do jogo. Eu tinha deixado de bater porque estava com 4 cm de ruptura no adutor, não vinha treinando mais as cobranças nas semanas anteriores. E o Đukić vinha batendo os pênaltis, fazendo gol toda hora, ele não perdia um, mesmo em treinamento. Aí eu deixei que ele cobrasse, apesar de eu ter pedido para bater. Depois ele veio me pedir desculpas. (...) Mas eu poderia ter falhado também. Na hora ele disse: 'Não, Bebeto, eu estou bem, pode deixar que eu vou fazer'. Aí ele perdeu o pênalti, né? Mas também, se eu tivesse batido... Em A Coruña chove demais, o campo está sempre com muita lama, e nesse dia havia muita lama mesmo. Eu ia dar uma pancada forte, ia sair fatalmente da minha característica. A bola tanto poderia ir lá em cima, como eu poderia botar o goleiro com bola e tudo para dentro. Infelizmente o Đukić perdeu, coitado, pediu desculpas demais. Mas depois até a torcida reconheceu, porque terminamos empatados com o Barcelona, com o mesmo número de pontos, só perdemos no saldo. | ” |

Na temporada 1994/1995, o Deportivo continuou disputando o título, voltando a um vice-campeonato, desta vez menos dramático e para o Real Madrid. Na Copa da UEFA, a equipe voltou a cair nas oitavas para um clube alemão, agora o Borussia Dortmund. A recompensa veio na Copa do Rei, em final contra o mesmo Valencia que treze meses antes representara amargura aos corunhenses, que venceram por 2–1. Foi o primeiro grande título do clube.
Após três anos disputando o título espanhol, na temporada 1995/1996 o La Coruña terminou apenas em nono. Na Recopa Europeia, o clube chegou às semifinais, onde caiu para o Paris Saint-Germain. Nesta temporada, em um jogo do espanhol, que o La Coruña venceu o Albacete por 5–0, Bebeto marcaria os 5 gols, sendo 4 deles em um espaço de 6 minutos.
Ao final da temporada, aos 32 anos, Bebeto deixaria o Deportivo e voltaria ao Flamengo, em uma transação que envolveu a ida de Romário, então o grande ídolo rubro-negro, para o Valencia. Deixou a Galiza como o maior artilheiro da história do clube, que por um tempo continuaria a disputar assiduamente os títulos nacionais.
| “ | O Deportivo é uma coisa à parte. Ali, graças a Deus, eu fiz história, marquei época no clube. (...) O povo tinha um reconhecimento muito grande por mim. (...) Fui para passar três anos, mas por tudo isso passei cinco. (...) Retornei recentemente lá, depois de dez anos, pela comemoração do centenário do Deportivo. Fui recebido com muita festa, tive que desfilar pelas ruas, dei a volta olímpica no estádio, me carregaram pelos ombros. (...) Foi tudo maravilhoso. Aquele time era muito forte. Fizemos a alegria de muita gente, acho que foi ali que começou o SúperDepor. O pessoal até hoje tem reconhecimento pela gente, por todo o trabalho que fizemos | ” |

### Últimos anos
Após sete anos, voltou ao Flamengo para as disputas do Campeonato Brasileiro de 1996. Porém, a relação com a torcida rubro-negra não era a mesma; poucos haviam se esquecido que, em 1989, o atacante declarou-se vascaíno na infância, ao chegar a São Januário. O Flamengo fez péssima campanha no Brasileirão e Bebeto acabou sendo responsabilizado.
Ainda em 1996, desligou-se novamente do Flamengo e voltou à Espanha, agora para jogar no Sevilla, mas não se saiu bem. Em 1997, transferiu-se para o Vitória, graças ao patrocínio do Banco Excel-Econômico, que trouxe ainda Túlio e Dejan Petković. Saiu-se bem no retorno ao clube onde iniciara a carreira: ganhou o Campeonato Baiano e a Copa do Nordeste de 1997, marcando ainda oito gols em oito partidas do Campeonato Brasileiro de 1997, mas o rubro-negro baiano não conseguiu chegar às fases finais.
Bebeto saiu do Vitória para o Cruzeiro ainda naquele ano, contratado especialmente para disputar o Mundial Interclubes. Pesou na sua decisão a oportunidade de demonstrar serviço, mesmo veterano, à Seleção Brasileira. Ao lado de Donizete e Gonçalves, Bebeto foi um dos selecionáveis reforços para tentar o inédito título dos mineiros, que, vinte anos após terem perdido para o Bayern Munique, voltariam a enfrentar alemães, desta vez os do Borussia Dortmund. Porém, a aposta não deu certo, com o Borussia vencendo por 2–0 em Tóquio.
Disposto a manter visibilidade com a Seleção, Bebeto voltou ao Rio de Janeiro, agora como jogador do Botafogo. No primeiro semestre de 1998, faturou o Torneio Rio-São Paulo e, a despeito de não ter conseguido grandes conquistas, deixou o alvinegro logo após a perda da Copa do Brasil de 1999 diante do Juventude em pleno Maracanã. Logo depois, acertou transferência para a equipe mexicana do Toros Neza.
Não se deu bem no México — o Toros fez má campanha que provocaria o rebaixamento. Foi para o Kashima Antlers, time dirigido pelo ex–colega Zico. Embora não tenha feito muito no Kashima, conseguiu um Campeonato Japonês. No caso de sua carreira, Bebeto chegou ainda a retornar brevemente ao Vitória e ao Vasco, onde reeditou sua dupla célebre com Romário. Seu último clube profissional foi o Al-Ittihad, em 2002: no início do ano, aposentado, o atacante de 38 anos chegara a acertar novamente com o Vasco, mas desfez o contrato para ganhar US$ 1,1 milhão por uma temporada no clube da Arábia Saudita. Todavia, após apenas um gol em cinco jogos, foi dispensado por "deficiência técnica" e más condições físicas.
Em 2003, retornou ao Oriente Médio, disputando um amistoso entre o Flamengo de Guarulhos e Nejmeh, do Líbano, atuando um tempo por cada equipe.

### Seleção Brasileira
Pela Seleção Brasileira sub-20, ganhou o Campeonato Mundial de Futebol Sub-20 de 1983. Dois anos depois, estreou pela Seleção principal, mas, muito jovem e com bastante concorrência no ataque, acabou deixado de fora da Copa do Mundo de 1986. Dois anos depois da Copa do México, foi para as Olimpíadas de 1988, iniciando sua dupla de sucesso com Romário. O Brasil chegou à final, mas perdeu para a União Soviética e ficou com a prata.
Na Copa América de 1989, realizada no Brasil, firmou-se na Seleção, ao ser o artilheiro da competição, que voltou a ser vencida pelos brasileiros após um jejum de mais de cinquenta anos. Naquele mesmo ano, em que seria ainda campeão brasileiro pelo Vasco da Gama, foi eleito o melhor jogador das Américas devido também ao bom desempenho nas Eliminatórias para a Copa do Mundo de 1990. Apesar disso, acabou deixado na reserva por Sebastião Lazaroni no mundial. O treinador definia que os atacantes seriam titulares em função de suas respectivas duplas: Careca só jogaria ao lado de Müller, e Bebeto com Romário.
Todavia, Romário chegou machucado à Itália, e o próprio Bebeto lesionou-se antes da partida contra a Costa Rica, onde seria escalado, minando sua participação na decepcionante campanha brasileira, encerrada nas oitavas-de-final em um clássico contra a Argentina.
Após quatro anos afastado de torneios pela Seleção, foi chamado para a Copa do Mundo de 1994 pelo seu grande desempenho no Deportivo La Coruña, realizando grande dupla com Romário. Na partida contra Camarões, válida pela primeira fase, marcou seu primeiro gol em copas. Nas oitavas-de-final, contra os anfitriões dos Estados Unidos, fez o gol da vitória, realizada no dia da independência estadunidense. Na comemoração, disse um famoso "Eu te amo" para Romário, que lhe dera o passe.

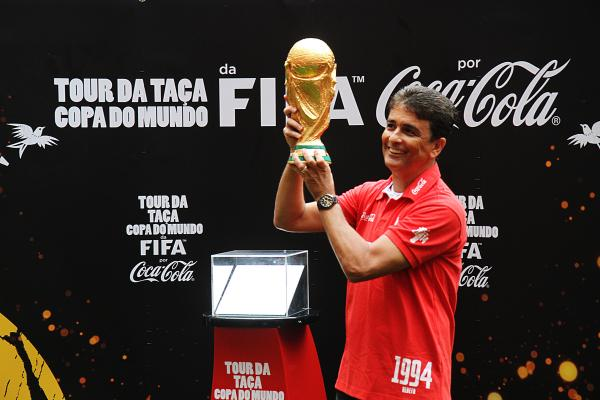
Bebeto em Brasília, no tour do troféu da Copa do Mundo 2014 (foto: Paulino Menezes/Portal da Copa/ME)

A dupla marcou junta na partida seguinte, uma dura quartas de final contra os Países Baixos: após dar a assistência para Romário inaugurar o placar, o próprio Bebeto aproveitou lançamento de Aldair, driblou Ed de Goeij e marcou o segundo, realizando sua famosa comemoração em homenagem ao filho Mattheus. Bebeto seria um dos cobradores de pênalti contra a Itália, na final; ficou como último a chutar na série inicial pelo Brasil, mas não precisou ir cobrar em razão do erro de Roberto Baggio, que encerrou as chances italianas.
Dois anos depois, Bebeto voltou aos Estados Unidos, como um dos três jogadores brasileiros acima de 23 anos que jogariam as Olimpíadas de 1996. Aos 32 anos, ele encerrou os Jogos de Atlanta como artilheiro, mas com três de seus seis gols marcados na desinteressada disputa pelo bronze contra Portugal - nas semifinais, o Brasil perdeu por 3–4 para a Nigéria no gol de ouro da prorrogação.
Em dezembro de 1997, mesmo após a derrota pelo Cruzeiro no Mundial Interclubes, integrou a Seleção Brasileira que faturou pela primeira vez a Copa das Confederações, embora na reserva: Ronaldo o substituíra na dupla com Romário. O bom desempenho no Botafogo no início de 1998 o garantiu na Copa do Mundo da França, apesar dos 34 anos. Seria novamente reserva de Ronaldo e Romário, mas o Baixinho teve de ser cortado. Com isso, Bebeto acabou requisitado para fazer a dupla com o Fenômeno, a despeito de o outro atacante reserva, sua ex–dupla ofensiva (de 1992) Edmundo, também viver um bom momento, além de mais jovem.
Mesmo contestado, seria na Copa de 1998 que marcaria mais gols: três, sendo o atacante mais eficiente do Brasil na primeira fase, marcando contra Marrocos e Noruega. Marcou seu terceiro gol nas quartas de final, empatando parcialmente a partida contra a Dinamarca em 1–1. Este gol contra a Dinamarca, aliás, seria histórico, já que ele o marcou com 34 anos e 138 dias, sendo o jogador brasileiro mais velho a marcar um gol em Copas.
A final contra a anfitriã França seria sua última partida pelo Brasil.

### Após a aposentadoria

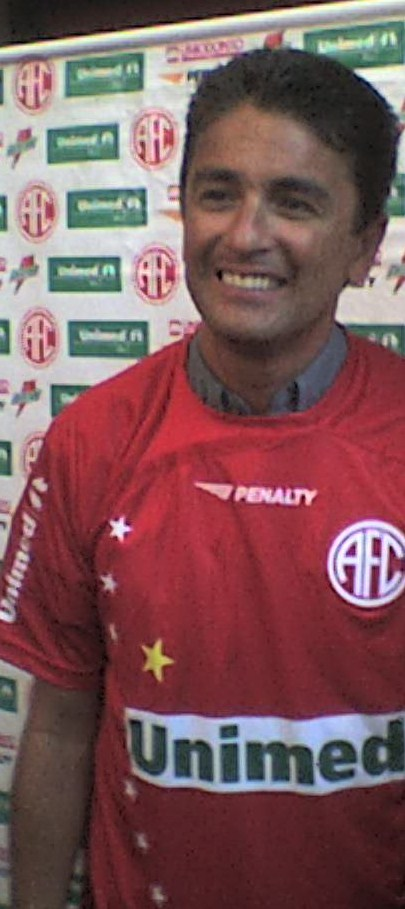
Bebeto treinou a equipe do América no início de 2010.

Bebeto fundou, juntamente com Jorginho, o Instituto Bola Para Frente em 29 de junho de 2000 com o intuito de promover o resgate de meninos e meninas de 6 a 16 anos, em situação de risco social. O instituto está localizado em Guadalupe, comunidade de baixa renda da zona norte do Rio de Janeiro.
Em 2005, Bebeto foi um dos 3 jurados do reality show esportivo Joga 10, apresentado pela Rede Bandeirantes.
Em 2010, Bebeto estreou na carreira de treinador de futebol, no América-RJ, mas seria demitido no mesmo ano após a derrota para o Olaria, pelo Campeonato Carioca.
Durante a Copa do Mundo de 2010, foi comentarista esportivo para a Al Jazira, maior rede de televisão do Qatar.
Foi eleito para o cargo de deputado estadual pelo estado do Rio de Janeiro para a vigência de 2011-2014.
Em 2014, foi reeleito para a Legislatura 2015-2019, com 61.549 votos.
Em abril de 2015, votou a favor da nomeação de Domingos Brazão para o Tribunal de Contas do Estado do Rio de Janeiro, nomeação que foi muito criticada na época.
No dia 20 de fevereiro de 2017, votou contra a privatização da CEDAE. Em 17 de novembro de 2017, se ausentou da votação pela revogação da prisão dos deputados Jorge Picciani, Paulo Melo e Edson Albertassi, denunciados na Operação Cadeia Velha, acusados de integrar esquema criminoso que contava com a participação de agentes públicos dos poderes Executivo e do Legislativo, inclusive do Tribunal de Contas, e de grandes empresários da construção civil e do setor de transporte.

## Vida pessoal
Bebeto é casado com Denise de Oliveira, que conheceu quando ela treinava vôlei no Flamengo, desde 1988. O casal teve três filhos, Roberto Newton "Bebeto Júnior" (n. 1989), a modelo Stéphannie (n. 1992), e o jogador Mattheus (n. 1994). Mattheus inspirou uma célebre comemoração onde Bebeto simulava embalar o filho após marcar o segundo gol do Brasil contra os Países Baixos na Copa de 1994.
Em entrevista feita pelo programa Tá na área, de 22 de março de 2009, realizado pelo canal SporTV, Bebeto disse que em sua casa apenas o filho primogênito Roberto Newton é vascaíno.
| “ | Ficou marcado porque fiz aquilo com muito amor, de coração. Acho que é por isso que ficou marcado. Hoje, no mundo inteiro, o cara faz o gol e comemora do mesmo jeito. Acho bonito pra caramba. O Matheus, todo mundo sabe, foi o único filho que eu não vi nascer. Os outros dois eu coloquei no colo... | ” |

## Estatísticas
| Vitória |                   |                   |     |     |     |     |     |    |    |   |    |    |    |    |    |    |     |     |     |      |      |
| Brasileirão - Série A | 1982              | -                 | -   | -   | 1   | 1   | -   | -  | -  | - | -  | -  | -  | -  | -  | -  | 1   | 1   | -   | 1.00 |      |
| Brasileirão - Série A | 1997              | 8                 | 8   | -   | 2   | 10  | -   | 5  | 0  | - | -  | -  | -  | -  | -  | -  | 20  | 18  | -   | 0.90 |      |
| Brasileirão - Série A | 2000              | 2                 | 0   | -   | 1   | 0   | -   | -  | -  | - | -  | -  | -  | -  | -  | -  | 3   | 0   | -   | 0.00 |      |
| Total pelo clube | Total pelo clube  | 10                | 8   | -   | 4   | 11  | -   | 5  | 0  | - | 0  | 0  | -  | -  | -  | -  | 24  | 19  | -   | 0.79 |      |
| Flamengo |                   |                   |     |     |     |     |     |    |    |   |    |    |    |    |    |    |     |     |     |      |      |
| Brasileirão - Série A | 1983              | 2                 | 0   | 0   | 3   | 1   | -   | -  | -  | - | -  | -  | -  | -  | -  | -  | 5   | 1   |     | 0.20 |      |
| Brasileirão - Série A | 1984              | 12                | 5   | 0   | 24  | 5   | 7   | -  | -  | - | 7  | 4  | 2  | 5  | 4  | -  | 48  | 18  | 9   | 0.37 |      |
| Brasileirão - Série A | 1985              | 22                | 9   | 5   | 19  | 10  | 1   | -  | -  | - | -  | -  | -  | 5  | 7  | -  | 46  | 26  | 6   | 0.56 |      |
| Brasileirão - Série A | 1986              | 17                | 5   | 2   | 23  | 16  | 3   | -  | -  | - | -  | -  | -  | 17 | 10 | -  | 57  | 31  | 5   | 0.54 |      |
| Brasileirão - Série A | 1987              | 14                | 6   | 1   | 15  | 1   | 2   | -  | -  | - | -  | -  | -  | 22 | 8  | -  | 51  | 15  | 3   | 0.29 |      |
| Brasileirão - Série A | 1988              | 14                | 9   | 2   | 25  | 17  | 2   | -  | -  | - | 3  | 2  | -  | 14 | 6  | 1  | 56  | 34  | 5   | 0.60 |      |
| Brasileirão - Série A | 1989              | -                 | -   | -   | 23  | 18  | 4   | -  | -  | - | -  | -  | -  | 1  | 1  | -  | 24  | 19  | 4   | 0.79 |      |
| Brasileirão - Série A | 1996              | 16                | 7   | 2   | -   | -   | -   | -  | -  | - | 4  | 0  | -  | 1  | -  | -  | 21  | 7   | 2   | 0.33 |      |
| Total pelo clube | Total pelo clube  | 97                | 41  | 12  | 132 | 68  | 19  | 0  | 0  | - | 14 | 6  | 2  | 65 | 36 | 1  | 308 | 151 | 34  | 0.49 |      |
| Vasco da Gama |                   |                   |     |     |     |     |     |    |    |   |    |    |    |    |    |    |     |     |     |      |      |
| Brasileirão - Série A | 1989              | 12                | 6   | -   | -   | -   | -   | -  | -  | - | -  | -  | -  | -  | -  | -  | 12  | 6   | -   | 0.50 |      |
| Brasileirão - Série A | 1990              | 8                 | 1   | -   | 19  | 9   | -   | 1  | 0  | - | 5  | 1  | -  | -  | -  | -  | 33  | 11  | -   | 0.33 |      |
| Brasileirão - Série A | 1991              | 8                 | 3   | -   | 30  | 18  | -   | 2  | 0  | - | -  | -  | -  | -  | -  | -  | 40  | 21  | -   | 0.52 |      |
| Brasileirão - Série A | 1992              | 25                | 18  | -   | 5   | 3   | -   | -  | -  | - | -  | -  | -  | -  | -  | -  | 30  | 21  | -   | 0.70 |      |
| Brasileirão - Série A | 2001              | 8                 | 2   | -   | -   | -   | -   | -  | -  | - | -  | -  | -  | -  | -  | -  | 8   | 2   | -   | 0.25 |      |
| Total pelo clube | Total pelo clube  | 61                | 30  | -   | 54  | 30  | -   | 3  | 0  | - | 5  | 1  | -  | -  | -  | -  | 123 | 61  | -   | 0.49 |      |
| Deportivo La Coruña |                   |                   |     |     |     |     |     |    |    |   |    |    |    |    |    |    |     |     |     |      |      |
| La Liga - 1.ª División | 1992-93           | 37                | 29  | -   | -   | -   | -   | 1  | 0  | - | -  | -  | -  | 5  | 7  | -  | 43  | 36  | -   | 0.83 |      |
| La Liga - 1.ª División | 1993-94           | 34                | 16  | -   | -   | -   | -   | 1  | 0  | - | 4  | 3  | -  | -  | -  | -  | 39  | 19  | -   | 0.48 |      |
| La Liga - 1.ª División | 1994-95           | 26                | 16  | -   | -   | -   | -   | 5  | 2  | - | 3  | 4  | -  | -  | -  | -  | 34  | 22  | -   | 0.64 |      |
| La Liga - 1.ª División | 1995-96           | 34                | 25  | -   | -   | -   | -   | 4  | 1  | - | 5  | 6  | -  | 3  | 6  | -  | 46  | 38  | -   | 0.82 |      |
| Total pelo clube | Total pelo clube  | 131               | 86  | -   | 0   | 0   | -   | 11 | 3  | - | 12 | 13 | -  | 8  | 13 | -  | 162 | 115 | -   | 0.70 |      |
| Sevilla |                   |                   |     |     |     |     |     |    |    |   |    |    |    |    |    |    |     |     |     |      |      |
| La Liga - 1.ª División | 1996-97           | 5                 | 0   | -   | -   | -   | -   | 1  | 0  | - | -  | -  | -  | -  | -  | -  | 6   | 0   | -   | 0.00 |      |
| Total pelo clube | Total pelo clube  | 5                 | 0   | -   | 0   | 0   | -   | 1  | 0  | - | 0  | 0  | -  | -  | -  | -  | 6   | 0   | -   | 0.00 |      |
| Cruzeiro |                   |                   |     |     |     |     |     |    |    |   |    |    |    |    |    |    |     |     |     |      |      |
| Brasileirão - Série A | 1997              | -                 | -   | -   | -   | -   | -   | -  | -  | - | 1  | 0  | -  | -  | -  | -  | 1   | 0   | -   | 0.00 |      |
| Total pelo clube | Total pelo clube  | 0                 | 0   | -   | 0   | 0   | -   | 0  | 0  | - | 1  | 0  | -  | -  | -  | -  | 1   | 0   | -   | 0.00 |      |
| Botafogo |                   |                   |     |     |     |     |     |    |    |   |    |    |    |    |    |    |     |     |     |      |      |
| Brasileirão - Série A | 1998              | 17                | 9   |     | 8   | 8   |     | -  | -  |   | -  | -  |    |    |    |    | 25  | 17  |     | 0.68 |      |
| Brasileirão - Série A | 1999              | 7                 | 3   |     | 5   | 7   |     | -  | -  |   | -  | -  |    |    |    |    | 12  | 10  |     | 0.83 |      |
| Total pelo clube | Total pelo clube  | 24                | 12  |     | 13  | 15  |     | 0  | 0  |   | 0  | 0  |    |    |    |    | 37  | 27  |     | 0.72 |      |
| Kashima Antlers |                   |                   |     |     |     |     |     |    |    |   |    |    |    |    |    |    |     |     |     |      |      |
| J1 League | 2000              | 8                 | 1   |     | -   | -   |     | -  | -  |   | -  | -  |    |    |    |    | 8   | 1   |     | 0.12 |      |
| Total pelo clube | Total pelo clube  | 8                 | 1   |     | 0   | 0   |     | 0  | 0  |   | 0  | 0  |    |    |    |    | 8   | 1   |     | 0.12 |      |
| Toros Neza |                   |                   |     |     |     |     |     |    |    |   |    |    |    |    |    |    |     |     |     |      |      |
| Primera División de México | 2000              | 8                 | 2   |     | -   | -   |     | -  | -  |   | -  | -  |    |    |    |    | 8   | 2   |     | 0.25 |      |
| Total pelo clube | Total pelo clube  | 8                 | 2   |     | 0   | 0   |     | 0  | 0  |   | 0  | 0  |    |    |    |    | 8   | 2   |     | 0.25 |      |
| Al Ittihad |                   |                   |     |     |     |     |     |    |    |   |    |    |    |    |    |    |     |     |     |      |      |
| 1.ª | 2002-03           | 5                 | 1   |     | -   | -   |     | -  | -  |   | -  | -  |    |    |    |    | 5   | 1   |     | 0.20 |      |
| Total pelo clube | Total pelo clube  | 5                 | 1   |     | 0   | 0   |     | 0  | 0  |   | 0  | 0  |    |    |    |    | 5   | 1   |     | 0.20 |      |
| Total na carreira | Total na carreira | Total na carreira | 349 | 181 | 12  | 203 | 124 | 19 | 20 | 3 |    | 32 | 20 | 2  | 73 | 49 | 1   | 682 | 368 | 34   | 0.55 |
| (1) Inclui dados do Campeonato Baiano, Campeonato Carioca. (2) Inclui dados da Supercopa do Brasil, Copa do Brasil, Copa del Rey, Supercopa de España. (3) Inclui dados da Copa Libertadores, Supercopa Sul-Americana, Copa da UEFA, Recopa Europeia da UEFA, Copa Intercontinental. (4) Não se contabilizam gols em partidas amistosas. |                   |                   |     |     |     |     |     |    |    |   |    |    |    |    |    |    |     |     |     |      |      |

### Seleção nacional
| Seleção | Ano   | Amistosos Oficiais | Amistosos Oficiais | Amistosos Oficiais | Amistosos Não oficiais | Amistosos Não oficiais | Amistosos Não oficiais | Eliminatórias | Eliminatórias | Eliminatórias | Copa América | Copa América | Copa América | Copa das Confederações | Copa das Confederações | Copa das Confederações | Copa do Mundo | Copa do Mundo | Copa do Mundo | Total | Total | Total  |
| Seleção | Ano   | Jogos              | Gols               | Assist             | Jogos                  | Gols                   | Assist                 | Jogos         | Gols          | Assist        | Jogos        | Gols         | Assist       | Jogos                  | Gols                   | Assist                 | Jogos         | Gols          | Assist        | Jogos | Gols  | Assist |
| ------- | ----- | ------------------ | ------------------ | ------------------ | ---------------------- | ---------------------- | ---------------------- | ------------- | ------------- | ------------- | ------------ | ------------ | ------------ | ---------------------- | ---------------------- | ---------------------- | ------------- | ------------- | ------------- | ----- | ----- | ------ |
| Brasil  | 1985  | 6                  | 0                  | 1                  |                        |                        |                        | -             | -             |               | -            | -            |              | -                      | -                      |                        | -             | -             |               | 6     | 0     | 1      |
| Brasil  | 1989  | 7                  | 2                  |                    |                        |                        |                        | 4             | 2             | 2             | 7            | 6            |              | -                      | -                      |                        | -             | -             |               | 18    | 10    | 2      |
| Brasil  | 1990  | 2                  | 0                  |                    |                        |                        |                        | -             | -             |               | -            | -            |              | -                      | -                      |                        | 1             | 0             |               | 3     | 0     |        |
| Brasil  | 1991  | 5                  | 0                  | 1                  |                        |                        |                        | -             | -             |               | -            | -            |              | -                      | -                      |                        | -             | -             |               | 5     | 0     | 1      |
| Brasil  | 1992  | 8                  | 7                  | 1                  |                        |                        |                        | -             | -             |               | -            | -            |              | -                      | -                      |                        | -             | -             |               | 8     | 7     | 1      |
| Brasil  | 1993  | 2                  | 1                  |                    |                        |                        |                        | 7             | 5             | 3             | -            | -            |              | -                      | -                      |                        | -             | -             |               | 9     | 6     | 3      |
| Brasil  | 1994  | 4                  | 5                  | 2                  |                        |                        |                        | -             | -             |               | -            | -            |              | -                      | -                      |                        | 7             | 3             | 2             | 11    | 10    | 4      |
| Brasil  | 1995  | 2                  | 2                  | 2                  |                        |                        |                        | -             | -             |               | -            | -            |              | -                      | -                      |                        | -             | -             |               | 2     | 2     | 2      |
| Brasil  | 1996  | 2                  | 3                  | 1                  |                        |                        |                        | -             | -             |               | -            | -            |              | -                      | -                      |                        | -             | -             |               | 2     | 3     | 1      |
| Brasil  | 1997  | 1                  | 1                  | 1                  |                        |                        |                        | -             | -             |               | -            | -            |              | 2                      | 0                      |                        | -             | -             |               | 3     | 1     | 1      |
| Brasil  | 1998  | 2                  | 0                  |                    |                        |                        |                        | -             | -             |               | -            | -            |              | -                      | -                      |                        | 7             | 3             | 2             | 9     | 3     | 2      |
| Total   | Total | 41                 | 21                 | 9                  |                        |                        |                        | 11            | 7             | 5             | 7            | 6            | -            | 2                      | 0                      | -                      | 15            | 6             | 4             | 76    | 40    | 18     |

## Títulos
Flamengo
- Copa de Ouro Nicolás Leoz: 1996
- Campeonato Brasileiro: 1983
- Copa União (Módulo Verde): 1987
- Campeonato Carioca: 1986
- Taça Guanabara: 1984, 1988 e 1989
- Taça Rio: 1983, 1985 e 1986
- Troféu Naranja: 1986
- Torneio Air Gabon: 1987
- Troféu Colombino: 1988

Vasco da Gama
- Campeonato Brasileiro: 1989
- Troféu Ramón de Carranza: 1989
- Torneio da Amizade (África): 1991
- Copa Rio Estadual: 1992
- Taça Guanabara: 1990
- Taça Adolpho Bloch: 1990
- Campeonato da Capital: 1992

Deportivo La Coruña
- Copa do Rei: 1994-95
- Supercopa da Espanha: 1995
- Troféu Emma Cuervo: 1994
- Troféu Teresa Herrera: 1995

Vitória
- Copa do Nordeste: 1997
- Campeonato Baiano: 1997
- Troféu Cidade de Valladolid: 1997

Botafogo
- Torneio Rio-São Paulo: 1998

Kashima Antlers
- Campeonato Japonês: 2000
- Copa do Imperador: 2000
- Copa da Liga Japonesa: 2000

Seleção Brasileira
- Copa do Mundo FIFA: 1994
- Copa das Confederações FIFA: 1997
- Copa América: 1989
- Copa da Amizade: 1992
- Torneio Bicentenário da Austrália: 1988
- Torneio Pré-Olímpico: 1987
- Copa do Mundo FIFA Sub-20: 1983

### Prêmios individuais
- Craque do ano - Revista Placar (Eleito pelo Júri): 1989[34]
- 1989: Jogador Sul-Americano do Ano
- 1989: 3º Maior jogador do Mundo eleito pela revista inglesa World Soccer
- Craque do Campeonato brasileiro (Oficial): 1989[35]
- Revelação do Campeonato brasileiro (Oficial): 1984
- 1989: Jogador do ano do Vasco da Gama
- 1992: Bola de Prata
- 100 Craques do Século da World Soccer (Eleito pelos leitores): 1999[36]
- 19º Maior jogador Brasileiro do século XX IFFHS: 1999
- Craque do ano - FIFA (Melhores jogadores do mundo): 1993, 1994 e 1995

### Artilharias
- 1988: Campeonato Carioca — 17 gols
- 1989: Campeonato Carioca — 18 gols
- 1989: Copa América — 6 gols
- 1992: Campeonato Brasileiro — 18 gols
- 1993: Campeonato Espanhol — 29 gols
- 1996: Torneio Olímpico de Futebol — 6 gols
- 1999: Torneio Rio-São Paulo — 5 gols

### Vice-Artilharias
- 1988: Campeonato Brasileiro — 9 gols.

## Curiosidades
- Bebeto foi capa do jogo-eletrônico FIFA 97.[37]